# Vườn quốc gia Vesuvius
Vườn quốc gia Vesuvius (tiếng Ý: Parco Nazionale del Vesuvio) là một vườn quốc gia nằm tại Ý, xung quanh khu vực tự nhiên của núi lửa Vesuvius đang hoạt động ở phía đông nam thành phố Napoli. Được thành lập vào ngày 5 tháng 6 năm 1995, vườn quốc gia có diện tích 135 km vuông.
Trung tâm của vườn quốc gia là Monte Somma được biết đến là miệng núi lửa cổ xưa nhất không còn hoạt động và Vesuvius là ngọn núi lửa hiện vẫn còn hoạt động, được biết đến là nguyên nhân đã phá hủy thành phố Pompeii. Vườn quốc gia là nhà của 612 loài thực vật cùng 227 loài động vật hoang dã.